# Manic Street Preachers
Manic Street Preachers (vaak omschreven als The Manics) is een Welshe alternatieve rockband, opgericht in 1986. Aan het eind van de jaren 90 stond de band bekend als een van de belangrijkste britpopgroepen in Groot-Brittannië. Ze verkregen bekendheid als kwartet, maar zagen zich in 1995 gedwongen om verder te gaan als trio na de verdwijning van bandlid Richey James Edwards.
De band verkreeg begin jaren 90 een beruchte reputatie vanwege hun combinatie van provocerende androgyne glampunk en linkse intellectuele teksten over "cultuur, vervreemding, verveling en wanhoop", wat de groep een cultstatus opleverde. Na de verdwijning van Edwards stapten ze over naar een kalmer imago en bredere muziekstijl, waarmee ze alsnog doorbraken in de Britse mainstream.

## Geschiedenis
De band werd aanvankelijk - in 1986 - opgericht als Betty Blue (naar aanleiding van de Engelse naam van de Franse film 37,2 le matin) door de schoolvrienden James Dean Bradfield (gitaar), Flicker (bass), Sean Moore (drummer en neefje van James), en Nicky Wire (gitarist). In het begin was Jenny Watkins-Isnardi de zangeres, maar al snel werd zij vervangen door James.
In 1988 stapte Flicker uit de band, waarna enige tijd als een drietal door het leven werd gegaan. De eerste single Suicide Alley werd uitgebracht en de cover ervan werd ontworpen door Richey James Edwards. Naast het ontwerp nam Richey ook deel aan het tekstschrijven, het spelen van gitaar tijdens optredens en het spelen voor chauffeur van en naar optredens. Mede door zijn inbreng wist de muziek van de Manic Street Preachers zich te ontwikkelen tot een bruisend geheel van rock met pop en (in de begindagen) een erg ruige inslag.
In 1990 werd een contract getekend met het punklabel Damaged Goods Records voor een minialbum. Het vier nummers tellende plaatje (New Art Riot) deed het goed bij de pers en collegamuzikanten en trok de aandacht van het grote label Heavenly Records uit Londen. Hun eerste single voor dat label, Motown Junk, toonde een ironische, zwartgallige band ("I laughed when Lennon got shot") die ruige rock-'n-roll speelde. In het daaropvolgende jaar vergaarde de band een extreme reputatie - shows waren ruig en de band leek lak te hebben aan alles en iedereen - en werd een loyale en grote fanbasis opgebouwd. Regelmatig haalde de band in de media uit naar indiebands als Chapterhouse, Slowdive ("worse than Hitler"), My Bloody Valentine en The Stone Roses. In de daaropvolgende jaren zou de band nog regelmatig opzien baren met rare uitspraken, acties en ideeën. Zo bestond het plan een LP uit te brengen met een hoes van schuurpapier, die binnen korte tijd compleet zou eroderen, waardoor de plaat onbruikbaar zou geraken. Daarnaast werd in de videoclip van You Love Us Nicky als Marilyn Monroe verkleed en werd Richey niet veel later in het ziekenhuis opgenomen, nadat hij 4 Real in zijn arm had gekerfd met een scheermes: 17 hechtingen waren het gevolg. Na al deze commotie lukte het de band wel een platencontract binnen te slepen bij het grote Sony Records.

### Debuut
Hierop volgde het debuutalbum Generation Terrorists (1992) dat al snel internationaal succes wist binnen te halen. De band begon aan een wereldwijde toer, waarbij onder meer Japan werd aangedaan. Het lukte echter niet voet aan land te krijgen in de Verenigde Staten. Hoewel dit album maar liefst 250.000 verkochte exemplaren en vijf singles opleverde, waren de bandleden zelf er niet tevreden mee (James zou het als volgt omschrijven: "If you make a record as good as Appetite For Destruction - Guns N' Roses - it sells, if you don't it doesn't"). Toch bleef de band vastberaden doorgaan en werd een split single opgenomen met Fatima Mansions (een cover van Suicide Is Painless - het thema van de film en televisieserie M*A*S*H), waarmee de band voor het eerst in de Top 10 in het VK belandde.
Het tweede album, Gold Against the Soul werd minder positief ontvangen door de pers, maar wist toch redelijk te verkopen. Het geluid van de muziek begaf zich nu meer richting de grunge en de politieke boodschap werd wat afgezwakt en maakte plaats voor wat meer melancholie. Ook werden de wilde haren ingeruild voor een wat meer gangbare verschijning en gedrag. Ondanks het succes van de Manics werden de persoonlijke problemen van Richey steeds groter. Hij leed aan anorexia nervosa, deed aan zelfverminking en stond bekend als een alcoholist. In 1994 werd hij opgenomen in een kliniek om van zijn problemen af te komen. De overige drie bandleden speelden enkele shows om zijn behandelingen te kunnen financieren.
Het volgende album The Holy Bible werd uitgebracht op 30 augustus 1994 en liet een kritische band horen. Desondanks waren de verkoopcijfers dusdanig teleurstellend dat de geplande Amerikaanse release nooit doorgang heeft gevonden. Toch liet de band op dat album horen muzikaal niet stil te staan. The Holy Bible bevatte gotisch klinkende metal met ongebruikelijke melodieën en hoekige gitaar-riffs. Hiermee nam de band afstand van het geluid van de voorgaande albums. Meest opvallend was het donkere en vage karakter van de songteksten, die voor 75% door Richey waren geschreven.
Niet veel later, op 1 februari 1995, verdween Richey uit het Embassy Hotel in Londen. Zijn auto werd later die maand gevonden bij een nabijgelegen tankstation. Sindsdien heeft niemand meer iets van hem vernomen. De drie achtergebleven bandleden hielden zich de daaropvolgende zes maanden rustig en er werd serieus overwogen de band op te heffen. Maar met de zegen van de familie van Richey werd besloten verder te gaan.

### Succes
Het eerste album zonder Richey draagt de toepasselijke titel Everything Must Go (1996) en bevat vier nummers waarvan de teksten (deels) door Richey waren geschreven. Het album was een doorslaand succes en vanaf dat moment worden de Manic Street Preachers in één adem genoemd met Oasis. Ook het imago werd bijgesteld: van ruig tot alledaags. Het album werd genomineerd voor de Mercury Prize van 1996 en bevat de hits A Design for Life, Australia, Everything Must Go en Kevin Carter. Ook This Is My Truth Tell Me Yours uit 1998 werd een wereldwijd succes en bevatte de eerste nummer 1-hit in de vorm van If You Tolerate This Your Children Will Be Next. Het nummer gaat over de Spaanse Burgeroorlog en was geïnspireerd door Homage To Catalonia ("Saluut aan Catalonië") van George Orwell en Spanish Bombs van The Clash. Het album bracht in de vorm van You Stole the Sun from My Heart, Tsunami en The Everlasting nog enkele andere hits voort.
In 2000 werd de single The Masses Against the Classes in gelimiteerde opgave uitgebracht. De titel is gebaseerd op een uitspraak van voormalig premier William Ewart Gladstone ("All over the world, I will back the masses against the classes"). Hoewel de single vrijwel niet werd gepromoot, stootte hij meteen door naar de eerste positie in de hitlijsten. Vooral de oudere fans konden de single waarderen, omdat hij klonk als het oude rockgeluid van de band.
In 2001 was Manic Street Preachers de eerste westerse rockband die optrad in Cuba (in het Karl Marx-theater). Ze ontmoetten Fidel Castro, die hun optreden "Louder than War" noemde (wat vervolgens de titel van de bijbehorende dvd werd). Tijdens het optreden werden ook enkele nieuwe nummers van het zesde album Know Your Enemy gespeeld: een album dat een meer poppy geluid heeft. De twee eerste singles So Why So Sad en Found That Soul werden beide op exact dezelfde dag uitgebracht. Later volgden "Ocean Spray" en Let Robeson Sing.

### Greatest hits
In 2002 werd het greatest-hits-album Forever Delayed uitgebracht. Veel fans waren het oneens met de keuze van de nummers, omdat het niet de beste nummers weer zou geven, maar enkel de best verkopende singles bevatte. Beter geaccepteerd werden de twee nieuwe nummers Door To The River en There By The Grace Of God. Een jaar later werd er ook nog een album uitgebracht met B-sides, rariteiten en covers: Lipstick Traces (A Secret History of Manic Street Preachers). Het album bevatte onder meer het laatste nummer dat ooit met Richey was opgenomen (Judge Yr'self). Het nummer werd indertijd opgenomen voor de film Judge Dredd, maar haalde de filmsoundtrack niet.
Het zevende studio-album Lifeblood werd op 1 november 2004 uitgebracht en stond in het VK twee weken op de dertiende plaats in de albumlijst. "The Love of Richard Nixon" en "Empty Souls" haalden beiden de tweede plek in de Britse charts. Ruim een maand later (6 december) werd de tiende verjaardag van het album The Holy Bible gevierd, middels het uitbrengen van een opgepoetste versie van het album met een remix en een DVD met optredens en interviews.
Het achtste studioalbum Send Away the Tigers ligt in 2007 in de winkelrekken. De band keert er terug naar z'n stevige rockroots. Op 8 december 2006 gaf de groep een eenmalig voorproefje van een aantal nieuwe nummers tijdens het charityconcert van de Britse radiozender XFM. De eerste single Your Love Alone Is Not Enough is een duet met Nina Persson, zangeres van The Cardigans. De aftrap van een nieuwe reeks concerten werd gegeven in Duitsland, waar de band optrad op Rocknacht en een vijftal nieuwe nummers van hun album previewde.
Journal for Plague Lovers, het negende album, werd uitgebracht in mei 2009. Dit album bevat alleen maar teksten geschreven door de verdwenen Richey Edwards, die de bandleden in 1995 gekregen hadden in de vorm van een plakboek. Er zijn geen singles uitgebracht van dit album, al is er wel een "promo clip" gemaakt van Jackie Collins' Existential Question Time.
Bijna direct na het uitbrengen van Journal werd in een interview aangekondigd dat in 2010 een nieuw album zal verschijnen. Dit album kreeg de titel Postcards from a Young Man. Op het album werden de Manics bijgestaan door onder anderen Ian McCulloch, John Cale en Duff McKagan. In 2011 werd het derde verzamelalbum uitgebracht genaamd National Treasures - The Complete Singles, een compilatie van bijna alle singles die de band heeft uitgebracht.

### Nieuwe albums
In 2013 werd bekendgemaakt dat er twee nieuwe albums op de agenda staan. Op 16 september 2013 werd na drie jaar een nieuw album uitgebracht door de band, onder de titel Rewind the Film. Het album werd gedomineerd door een akoestisch geluid. Het volgende album genaamd Futurology verscheen in 2014 en behaalde de 2e plaats op de UK Albums Chart.
Voor het Europees kampioenschap voetbal 2016 verzorgde de band het clublied van het Welsh voetbalelftal, "Together Stronger (C'mon Wales)".

## Discografie

### Studioalbums
- 1992 - Generation Terrorists
- 1993 - Gold Against the Soul
- 1994 - The Holy Bible
- 1996 - Everything Must Go
- 1998 - This Is My Truth Tell Me Yours
- 2001 - Know Your Enemy
- 2004 - Lifeblood
- 2007 - Send Away the Tigers
- 2009 - Journal for Plague Lovers
- 2010 - Postcards from a Young Man
- 2013 - Rewind the Film
- 2014 - Futurology
- 2018 - Resistance Is Futile
- 2021 - The Ultra Vivid Lament
- 2025 - Critical Thinking

### Minialbums en compilaties
- 2002 - Forever Delayed (hits en remixes)
- 2003 - Lipstick Traces (A Secret History of Manic Street Preachers) (b-sides, covers en rariteiten)
- 2011 - National Treasures - The Complete Singles (singles compilatie)

### Singles
- 1989 - "Suicide Alley"
- 1990 - "UK Channel Boredom"
- 1991 - "Motown Junk"
- 1991 - "You Love Us (Heavenly Version)""
- 1991 - "Feminine Is Beautiful"
- 1991 - "Stay Beautiful"
- 1991 - "Love's Sweet Exile/Repeat"
- 1991 - "You Love Us"
- 1992 - "Slash 'n' Burn"
- 1992 - "Motorcycle Emptiness"
- 1992 - "Theme From M*A*S*H (Suicide Is Painless)"
- 1992 - "Little Baby Nothing"
- 1993 - "From Despair to Where"
- 1993 - "La Tristesse Durera (Scream to a Sigh)"
- 1993 - "Roses in the Hospital"
- 1994 - "Faster/P.C.P."
- 1994 - "Revol"
- 1994 - "She Is Suffering"
- 1996 - "A Design for Life"
- 1996 - "Everything Must Go"
- 1996 - "Kevin Carter"
- 1996 - "Further Away"
- 1996 - "Australia"
- 1998 - "If You Tolerate This Your Children Will Be Next"
- 1998 - "The Everlasting"
- 1999 - "You Stole the Sun from My Heart"
- 1999 - "Tsunami"
- 2000 - "The Masses Against the Classes"
- 2001 - "Found That Soul"
- 2001 - "So Why So Sad"
- 2001 - "Ocean Spray"
- 2001 - "Let Robeson Sing"
- 2002 - "There by the Grace of God"
- 2004 - "The Love of Richard Nixon"
- 2005 - "Empty Souls"
- 2007 - "Underdogs"
- 2007 - "Your Love Alone Is Not Enough"
- 2007 - "Autumnsong"
- 2007 - "Indian Summer"
- 2007 - "The Ghosts of Christmas"
- 2010 - "(It's Not War) Just the End of Love"
- 2010 - "Some Kind of Nothingness"
- 2011 - "Postcards from a Young Man"
- 2011 - "This Is the Day"
- 2013 - "Show Me the Wonder"
- 2013 - "Anthem for a Lost Cause"
- 2014 - "Walk Me to the Bridge"
- 2014 - "Futurology"

### Video's/dvd's
- 1997 - Everything Live
- 2000 - Leaving The 20th Century - Cardiff Millennium Stadium Concert
- 2001 - Louder Than War
- 2002 - Forever Delayed

## Hitlijsten

### Albums
| Album met eventuele hitnotering(en) in de Nederlandse Album Top 100 | Datum van verschijnen | Datum van binnenkomst | Hoogste positie | Aantal weken | Opmerkingen   |
| ------------------------------------------------------------------- | --------------------- | --------------------- | --------------- | ------------ | ------------- |
| Everything Must Go                                                  | 1996                  | 08-06-1996            | 72              | 6            |               |
| This Is My Truth Tell Me Yours                                      | 1998                  | 26-09-1998            | 24              | 38           |               |
| Know Your Enemy                                                     | 2001                  | 31-03-2001            | 39              | 5            |               |
| Forever Delayed                                                     | 28-02-2002            | 09-11-2002            | 67              | 3            | Verzamelalbum |
| Lifeblood                                                           | 31-10-2004            | 06-11-2004            | 65              | 2            |               |
| Send Away the Tigers                                                | 04-05-2007            | 12-05-2007            | 35              | 9            |               |
| Journal for Plague Lovers                                           | 15-05-2009            | 23-05-2009            | 88              | 1            |               |
| Postcards from a Young Man                                          | 17-09-2010            | 25-09-2010            | 62              | 1            |               |
| Rewind the Film                                                     | 16-09-2013            | 21-09-2013            | 62              | 1            |               |
| Futurology                                                          | 07-07-2014            | 12-07-2014            | 42              | 1            |               |
| Resistance is Futile                                                | 13-04-2018            | 21-04-2018            | 73              | 1            |               |

| Album met hitnotering(en) in de Vlaamse Ultratop 200 albums | Datum van verschijnen | Datum van binnenkomst | Hoogste positie | Aantal weken | Opmerkingen   |
| ----------------------------------------------------------- | --------------------- | --------------------- | --------------- | ------------ | ------------- |
| This Is My Truth Tell Me Yours                              | 1998                  | 26-09-1998            | 32              | 8            |               |
| Know Your Enemy                                             | 2001                  | 31-03-2001            | 25              | 4            |               |
| Forever Delayed                                             | 2002                  | 09-11-2002            | 36              | 3            | Verzamelalbum |
| Lifeblood                                                   | 2004                  | 13-11-2004            | 72              | 3            |               |
| Send Away the Tigers                                        | 2007                  | 19-05-2007            | 57              | 4            |               |
| Journal for Plague Lovers                                   | 2009                  | 30-05-2009            | 69              | 2            |               |
| Postcards from a Young Man                                  | 2010                  | 02-10-2010            | 55              | 3            |               |
| Rewind the Film                                             | 2013                  | 21-09-2013            | 74              | 6            |               |
| Futurology                                                  | 2014                  | 12-07-2014            | 57              | 6            |               |
| Resistance is Futile                                        | 2018                  | 21-04-2018            | 45              | 4            |               |

### Singles
| Single met eventuele hitnotering(en) in de Nederlandse Top 40 | Datum van verschijnen | Datum van binnenkomst | Hoogste positie | Aantal weken | Opmerkingen                 |
| ------------------------------------------------------------- | --------------------- | --------------------- | --------------- | ------------ | --------------------------- |
| Motorcycle Emptiness                                          | 1992                  | 22-08-1992            | 24              | 5            | Nr. 21 in de Single Top 100 |
| If You Tolerate This Your Children Will Be Next               | 1998                  | 10-10-1998            | tip7            | -            | Nr. 62 in de Single Top 100 |
| The Everlasting                                               | 30-11-1998            | 13-02-1999            | tip7            | -            | Nr. 47 in de Single Top 100 |
| You Stole the Sun from My Heart                               | 1999                  | -                     |                 |              | Nr. 94 in de Single Top 100 |
| So Why So Sad                                                 | 26-02-2001            | 17-02-2001            | tip7            | -            | Nr. 88 in de Single Top 100 |
| Your Love Alone Is Not Enough                                 | 23-04-2007            | 19-05-2007            | tip10           | -            | Nr. 78 in de Single Top 100 |

| Single met hitnotering(en) in de Vlaamse Ultratop 50 | Datum van verschijnen | Datum van binnenkomst | Hoogste positie | Aantal weken | Opmerkingen |
| ---------------------------------------------------- | --------------------- | --------------------- | --------------- | ------------ | ----------- |
| Motorcycle Emptiness                                 | 1992                  | 26-09-1992            | 35              | 1            |             |
| If You Tolerate This Your Children Will Be Next      | 1998                  | 17-10-1998            | tip13           | -            |             |
| Your Love Alone Is Not Enough                        | 2007                  | 19-05-2007            | tip7            | -            |             |
| (It's Not War) Just the End of Love                  | 2010                  | 22-01-2011            | tip38           | -            |             |
| Show Me the Wonder                                   | 2013                  | 07-09-2013            | tip82           | -            |             |

### NPO Radio 2 Top 2000
| Nummers met noteringen in de NPO Radio 2 Top 2000 | '14 | '15 | '16 | '17 | '18  | '19  | '20 | '21  | '22  | '23  | '24  |
| ------------------------------------------------- | --- | --- | --- | --- | ---- | ---- | --- | ---- | ---- | ---- | ---- |
| If You Tolerate This Your Children Will Be Next   | 999 | 622 | 747 | 794 | 1027 | 1201 | 966 | 947  | 1008 | 1154 | 1148 |
| Motorcycle Emptiness                              | 821 | 725 | 641 | 586 | 843  | 881  | 976 | 1010 | 1081 | 1238 | 1291 |

1. ↑  Een vetgedrukt getal geeft de hoogste notering van een nummer aan.
2. ↑  2014 was het eerste jaar met een notering voor Manic Street Preachers.